# Бєгіу Денис Олександрович
Денис Олекса́ндрович Бє́гіу (8 грудня 1994 — 18 липня 2014) — солдат 28-ї окремої механізованої бригади Збройних сил України, учасник російсько-української війни.

## Життєпис
Народився 1994 року в місті Цюрупинськ. Закінчив цюрупинську ЗОШ № 2.
У часі війни — водій-електрик медичного пункту 28-ї окремої механізованої бригади.
Загинув 18 липня 2014 року під час вчиненого бойовиками мінометного обстрілу блокпоста в районі с. Тарани, Шахтарський район, Донецька область. Внаслідок цього обстрілу від поранень помер наступного дня старший солдат Олександр Сирота.
Загинув внаслідок мінометного обстрілу блокпоста українських військ у ніч проти 19 липня під Шахтарськом. Тоді ж смертельних поранень зазнав Олександр Сирота.
Похований у Цюрупинську.
Без Дениса лишились мама й дідусь.

## Нагороди та вшанування
- 14 серпня 2014 року — за особисту мужність і героїзм, виявлені у захисті державного суверенітету та територіальної цілісності України, вірність військовій присязі під час російсько-української війни, відзначений — нагороджений орденом Богдана Хмельницького III ступеня (посмертно).
- В Цюрупинській школі № 2 відкрито меморіальну дошку на честь Дениса Бєгіу.